# Negumü
A negumü (hangul: 내금위, handzsa:  內禁衛, RR: Naegeumwi) koreai katonai egység volt 1407–1910 között, melynek feladata a Csoszon (Joseon)-királyok védelme volt. Számuk 60 és 200 fő között váltakozott, de egyes időszakokban akár a 300 főt is elérhette.

## Seregszemle
Az uralkodó be nem jelentett időpontokban, véletlenszerűen húzatta meg a cshopcsong (cheopjong) (첩종) harangot, ami a negumü (naegeumwi) azonnali seregszemléjét jelezte. A seregszemle során a testőrségnek egyéb katonai alakulatokkal együtt bemutatót kellett tartaniuk a képességeikből az Oüdzsinbop (Owijinbeop) (오위진법), a kor korszerű katonai alakzatait és stratégiáit leíró dokumentum szerint. A hadgyakorlat során a testőrségnek a király bal oldalát (avagy a helyszín keleti felét) kellett védenie a nyugatról (jobbról) támadó kjomszabok (gyeomsabok) (겸사복) lovassággal szemben. A király a seregszemle végén kifejezte elégedettségét vagy elégedetlenségét a testőrség felkészültségével kapcsolatban.